# Подстава (фильм, 2011)
«Подстава» (англ.  Setup) — фильм-ограбление режиссёра Майка Гюнтера, в главных ролях Брюс Уиллис, Райан Филлипп и 50 Cent. В России премьера состоялась 13 октября 2011 года.

## Сюжет
После ограбления Винсент (Райан Филлипп) стреляет в своих соучастников Дейва (Бретт Грэнстафф) и Сонни (50 Cent) и оставляет их умирать. Но Сонни выживает и жаждет мести.
В это время его приводят к боссу мафии Биггсу (Брюс Уиллис). Биггс допрашивает его и, не получив должных ответов, выгоняет Сонни. Сонни приходит к своему другу-наркодилеру вместе с подчинённым Биггса (Рэнди Кутюр), но тот, неосторожно обращаясь с пистолетами, стреляет себе в голову, что приводит к необратимым последствиям. Так и продолжались приключения Сонни, до тех пор пока он не нашёл Винсента.

## В ролях
- 50 Cent — Сонни
- Брюс Уиллис — Биггс
- Райан Филлипп — Винсент
- Дженна Дуан — Миа
- Джеймс Ремар — Уильям
- Рэнди Кутюр — Пити
- Уилл Юн Ли — Джоуи
- Шон Тоуб — Рот
- Сьюзи Абромейт — Валери

## Съёмки
Съёмки проходили в Гранд-Рэпидс, Мичиган.